# Слиер, Пола
Пола Слиер (англ. Paula Slier; род. 26 марта 1973, Йоханнесбург, ЮАР) — южноафриканский журналист еврейского происхождения. Корреспондент канала RT, руководитель ближневосточного бюро канала. Владелец медийной компании Newshound на Ближнем Востоке и в Африке.
Училась в девичьей школе Уэверли в Йоханнесбурге, которую окончила в 1990 году, после чего поступила в Витватерсрандский университет на факультет философии и международных отношений, который окончила в 1995 году.
Работала стрингером на Eyewitness News, eNCA и Carte Blanche. Лауреат премии еврейской общины ЮАР Absa Jewish Achiever Awards в номинации «Еврейская женщина-лидер» 23 августа 2015 года. Финалист премии AIB Awards в номинации «Новостной репортаж года» в 2009 году. Финалист ТЭФИ 2011 года с сюжетом о войне в Ливии. В 2013 и 2015 годах была признана одной из самых влиятельных общественных деятелей в ЮАР. Входит в топ-40 южноафриканских журналистов по версии The Media Online. В сентябре 2014 года приняла участие в рабочей сессии совещания ОБСЕ по правам человека и демократии, посвящённой работе журналиста в зоне конфликтов.

## Факты
- Бабушка и дедушка Полы Слиер были убиты во время Холокоста[1].
- В 2015 году Поле Слиер, снимавшей для RT репортаж о пожаре под Чернобылем, пришлось покинуть Украину из-за угроз в её адрес[7].
- Пола Слиер страдает айлурофобией — боязнью кошек[4].